# 생강나무속
생강나무속은 녹나무과의 한 속이며 80~100종을 거느린다. 대부분 동아시아 원산이며, 3종만 북아메리카 동부 원산이다.
생강나무속 나무들은 대개 떨기나무이거나 작은키나무(소교목)이다. 잎을 갈기도 하고 늘푸른나무도 있다. 잎은 어긋나는데 끝이 크게 3개로 갈라지기도 하며 진한 향기가 난다. 꽃은 작고 누르스름하며, 꽃잎이 없고 꽃잎 모양의 꽃받침이 여섯 장 난다. 열매는 작고 붉거나 자줏빛이거나 검은 핵과이고 씨 한 개가 들어 있다. 생강나무속 나무들은 나비목 애벌레의 먹이가 된다.
한국에는 아래의 종이 있다.
- 비목나무(Lindera erythrocarpa)
- 생강나무(Lindera obtusiloba var. obtusiloba)
- 털조장나무(Lindera sericea)
- 감태나무(Lindera glauca var. glauca)